# NGC 48
NGC 48 es una galaxia espiral intermedia localizada en la constelación de Andrómeda. Está ubicada aproximadamente a 79.3 millones de años luz del Sistema Solar.